# Jing, Xuancheng
Jing, tidigare känt som Kinghsien, är ett härad i Xuanchengs stad på prefekturnivå i provinsen Anhui i östra Kina.

## Administrativ indelning
Jing är indelat i nio köpingar och två socknar.
Köpingar (zhen):

- Caicun (蔡村镇)
- Dingjiaqiao (丁家桥镇)
- Huangcun (黄村镇)
- Jingchuan (泾川镇)
- Langqiao (榔桥镇)
- Maolin (茂林镇)
- Qinxi (琴溪镇)
- Taohuatan (桃花潭镇)
- Yunling (云岭镇)

Socknar (xiang):

- Changqiao (昌桥乡)
- Tingxi (汀溪乡)